# Johannes Mölders
Johannes Mölders (* 18. Juli 1881 in Krefeld; † 29. Juni 1943 in Köln) war ein deutscher römisch-katholischer Geistlicher und Kirchenmusiker, zudem Stiftskapellmeister am Aachener Münster sowie Domkapellmeister am Kölner Dom.

## Leben und Wirken
Noch während seiner Schulzeit besuchte Mölders das Konservatorium in seiner Heimatstadt Krefeld. Nach dem Abitur studierte er dann katholische Theologie an den Universitäten in Bonn, Freiburg i. Br. und Köln. Seit 1902 war er Mitglied der katholischen Studentenverbindung KDStV Ripuaria Freiburg im Breisgau im CV. Am 23. Februar 1907 erfolgte schließlich die Priesterweihe durch Kardinal Antonius Hubert Fischer.
Anschließend trat Mölders seine erste Stelle als 3. Kaplan an der Kirche Mariä Himmelfahrt in Düsseldorf-Flingern an und wechselte 1910 auf die Stelle des 2. Kaplan an St. Peter in Aachen. Hier wurde er Schüler des Stiftsvikars und Stiftskapellmeisters Franz Nekes am Aachener Münster. 1912 übernahm er dessen Amt als Stiftsvikar und ein  Jahr später auch das Amt des Stiftskapellmeisters. Hier blieb Mölders bis 1918 und wechselte anschließend auf die Pfarrstelle von St. Martinus in Neuss-Uedesheim. Schließlich folgte er am 1. Oktober 1921 einem Ruf an den Kölner Dom, wo er als Domvikar sowie als Domkapellmeister und Leiter des Domchores übernommen wurde. Darüber hinaus erhielt er am Priesterseminar Köln und an der Staatlichen Hochschule für Musik Köln einen Lehrauftrag als Professor für Kirchenmusik. Für seine Verdienste ernannte der Papst Mölders zum Päpstlichen Geheimkämmerer und verlieh ihm den Titel Monsignore.  
Zugleich gehörte Mölders dem Cäcilienverein im Erzbistum Köln an und wurde von diesem am 22. November 1925 zum Diözesanpräses gewählt. Am 15. Juli 1930 erfolgte dann in Luzern seine Wahl zum Generalpräses des Allgemeinen Cäcilien-Verband für Deutschland (ACV). In seiner Amtszeit kam es in Folge wirtschaftlicher und politischer Zwänge durch das Naziregime zu Einschränkungen in der Verbandsarbeit, was schließlich Ende 1937 zur Einstellung der Verbandszeitschrift „Musica sacra“ führte. Ein Jahr später übernahm Mölders übergangsweise das Amt des Schriftleiters der Zeitschrift „Die Kirchenmusik“, die als „Zeitschrift des ACV“ bis 1943 das Verbandsorgan ersetzte.
Beim so genannten „Peter- und Paul-Luftangriff“ auf die Kölner Innenstadt am 29. Juni 1943 wurde Mölders im Keller seiner Wohnung von den Bomben getroffen und verstarb. Er fand seine letzte Ruhestätte auf dem Friedhof im Krefelder Stadtteil Hüls.